# Kolossen på Rhodos
Kolossen på Rhodos var en gigantisk bronzestatue som forestillede solguden Helios, blev rejst i byen Rhodos på øen af samme navn. Den blev rejst til minde om Rhodos' belejring i 305 f.Kr. – 304 f.Kr.. I følge de mål, som er blevet overleveret fra antikken var selve statuen, uden sokkel, på størrelse med Rundetårn i København.
Kolossen på Rhodos var et af oldtidens syv underværker.

## Forhistorie
Da Alexander den store døde i 323 f.Kr. var der ingen plan for, hvem der skulle efterfølge ham, og hans rige blev derfor delt op mellem diadokerne. Dette skete ikke uden kamp; Rhodos havde allieret sig med Ptolemaios 1., da han havde taget kontrollen i Egypten. Rhodos blev herefter invaderet af Ptolemaios’ modstander Demetrios med en stor hær, han iværksatte en belejring af byen, men den holdt til en undsætningsstyrke ankom, og Demetrios måtte trække sig tilbage.
Efter sejren besluttede rhodiorne af rejse en gigantstatue af deres skytsgud, Helios. Konstruktionsarbejdet blev overladt til Chares af Lindos, som før havde konstrueret andre gigantstatuer. Byggeriet blev finansieret af det udstyr Demetrios havde efterladt sig.

## Konstruktion
Kolossens konstruktion varierer i flere antikke kilder, men den beskrives gennemgående som en statue bygget op rundt om en række stensøjler på en 15 meter høj marmorsokkel. Bronzeplader blev sat fast på søjlerne og udgjorde overfladen, der forestillede Helios. Selve statuen var omkring 34 meter høj, men hvor den var placeret i havnen er der ikke enighed om. Materialet til statuen kom for en stor del fra det udstyr Demetrios’ hær havde efterladt efter tilbagetrækningen. Byggeriet varede i 12 år og blev afsluttet i 282 f.Kr..

## Destruktion
Statuen stod kun i 54 år indtil Rhodos blev ramt af et jordskælv i 226 f.Kr.. Ved skælvet knækkede statuen ved knæene og faldt sammen på land. Ptolemaios 3. tilbød at betale for at få den genrejst men et orakel fik folkene fra Rhodos til at være bange for at de havde fornærmet Helios og de afslog at få den genrejst. Den faldne statue lå på jorden i mere end 800 år. I 654 erobrede en arabisk hær under Muawiyah 1. Rhodos og ifølge kronikøren Theophanes blev resterne af statuen solgt til en handelsrejsende fra Edessa. Køberen fik statuen brudt op og transporteret væk på ryggen af 900 kameler til sit hjem.
At kolossen skrævede over havneindløbet, er et resultat af senere tiders forestillinger om vidunderet. Mange illustrationer viser hvordan statuens fødder står på hver side af havne-mundingen og skibe, der passerer under dem.

## Rekonstruktion
I 1989 blev en stenkonstruktion, der lignede en fod opdaget I havet ud for Rhodos, og det blev spekuleret om det var et fragment fra statuen. Det er siden blevet fastslået at det var et stykke byggeaffald, som var kastet i havet.
På Rhodos har der været spekulationer i om statuen skulle genopbygges for at trække flere turister til øen og byen, men alle planer er blevet skrinlagt på grund af manglende finansiering.
36°27′04″N 28°13′40″Ø / 36.45111°N 28.22778°Ø